# عشق ورزیدن
عشق ورزیدن (اسپانیایی: Amar‎) یک فیلم عاشقانه اسپانیایی به کارگردانی استبان کرسپو است که در سال ۲۰۱۷ منتشر شد.

## گزیدهٔ بازیگران
- ماریا پدراسا در نقش «لائورا»
- پل مونن در نقش «کارلوس»
- گرتا فرناندز در نقش «لولا»
- ناتالیا تنا در نقش «مادر لائورا»
- ناچو فرسندا در نقش «پدر لائورا»
- گوستاوو سالمرون در نقش «پابلو»
- آنتونیو والرو در نقش «پدر کارلوس»
- سونیا آلمارچا در نقش «کارمن»
- مارتا بلنگر[۳] در نقش «نامادری لائورا»
- دانیل ایبانیس

## نامزدی ها  و جوایز
| سال  | جایزه                                   | رده                      | نامزدی(ها) | نتیجه    | منبع        |
| ---- | --------------------------------------- | ------------------------ | ---------- | -------- | ----------- |
| ۲۰۱۸ | ۷۳مین دورهٔ جوایز حلقه نویسندگان سینمایی | بهترین بازیگر جدید (مرد) | پل مونن    | نامزدشده | [ ۴ ] [ ۵ ] |
| ۲۰۱۸ | ۳۲مین دورهٔ جایزه گویا                   | بهترین بازیگر جدید (مرد) | پل مونن    | نامزدشده | [ ۶ ]       |